# Game&game
game&game (également connu sous le nom de gameNgame) est un éditeur de jeux vidéo coréen.

## Liste des jeux
Les jeux marqués d'une astérisque sont devenus indépendants et ont été retirés du site officiel.

### MMORPG
- NosTale*
- Cronous
- Monato Esprit*
- Pi Story
- Travia*
- Silkroad Online*
- Space Cowboy Online*
- KAL-Online*
- Asda Story
- Twelve Sky
- Neo Steam

### Jeux de sport
- Shot Online

### Jeux d'action
- QroQro
- Bomb N Dash
- Rakion
- Dragon Gem*

### Jeu de tir à la première personne
- Supa Supa
- Operation 7 Développeur : Alianbridge (site officiel)

### Jeux de stratégie
- Navyfield

### MMORTS
- Darkness and Light*

## Source
- Cet article est partiellement ou en totalité issu de l'article intitulé « game&game » de la Wikipédia en anglais (voir la liste des auteurs sur la page de discussion de l'article).